# ليو وي (لاعب كرة قدم)
ليو وي (بالصينية: 刘伟) (7 يناير 1993 في الصين - ) هو لاعب كرة قدم صيني في مركز الدفاع. لعب مع جيانغسو سونينغ.

## وصلات خارجية
- ليو وي (لاعب كرة قدم) على موقع قاعدة بيانات كرة القدم.إي يو (الإنجليزية)
- ليو وي (لاعب كرة قدم) على موقع Soccerway.com (الإنجليزية)